# NGC 4596
NGC 4596 је спирална галаксија у сазвежђу Девица која се налази на NGC листи објеката дубоког неба.
Деклинација објекта је + 10° 10' 35" а ректасцензија 12h 39m 56,0s. Привидна величина (магнитуда) објекта NGC 4596 износи 10,5 а фотографска магнитуда 11,4. Налази се на удаљености од 16,8000 милиона парсека од Сунца. NGC 4596 је још познат и под ознакама UGC 7828, MCG 2-32-170, CGCG 70-206, VCC 1813, PGC 42401.